# Hirsutodynomene
Hirsutodynomene is een geslacht van kreeftachtigen uit de klasse van de Malacostraca (hogere kreeftachtigen).

## Soorten
- Hirsutodynomene spinosa (Rathbun, 1911)
- Hirsutodynomene ursula (Stimpson, 1860)
- Hirsutodynomene vespertilio Mclay & Ng, 2005